# Casaforte di Chianocco
La casaforte di Chianocco è un edificio romanico risalente al XII secolo, ed è fra i castelli della valle di Susa uno dei meglio conservati e fedeli all'impianto architettonico originario. Si trova a Chianocco, paese a circa 45 chilometri da Torino, posto in val di Susa. La casaforte si trova ad alcune centinaia di metri a sud del castello di Chianocco. Di proprietà privata, è visitabile alcuni giorni all'anno durante manifestazioni e rievocazioni storiche concordate dal Comune con la proprietà.

## Struttura architettonica

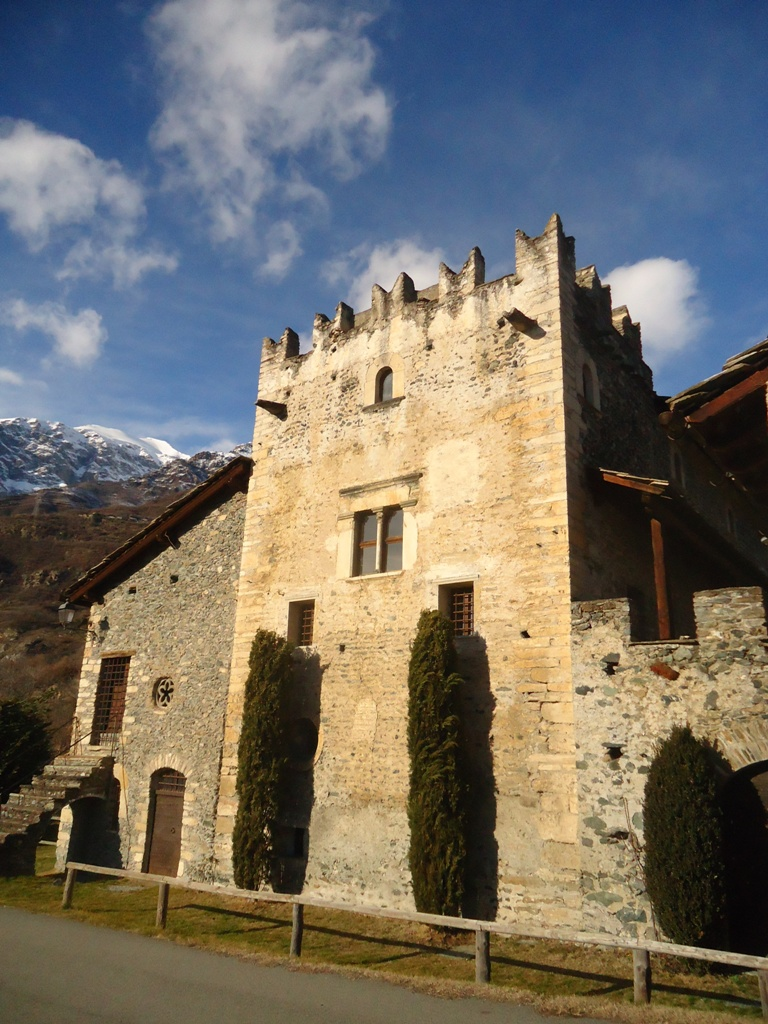
Casaforte Chianocco vista del fronte sud

Il complesso più antico della casaforte ha una pianta quadrata di circa 19 metri per lato. La Casaforte, merlata e ben individuabile, è stata costruita sulla metà ovest della pianta (il lato più esposto al vento favonio, in valle di Susa), mentre la metà est era adibita a cortile, racchiuso da un muro e cui si accedeva da una torretta conservata seppur murata. Nel corso del tempo sono state aggiunte un'ulteriore costruzione a ovest ("grangia", cioè fienile) e due abitazioni a est, ma il complesso, grazie anche ai restauri portati avanti dalla proprietà, si presenta oggi con un impianto fra i più leggibili nelle Alpi occidentali per questo tipo di costruzione.
Notevole la facciata sul lato sud, che guarda la valle di Susa ai suoi piedi.

## Galleria d'immagini

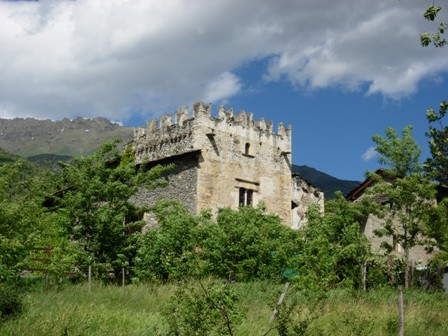
La casaforte romanica di Chianocco
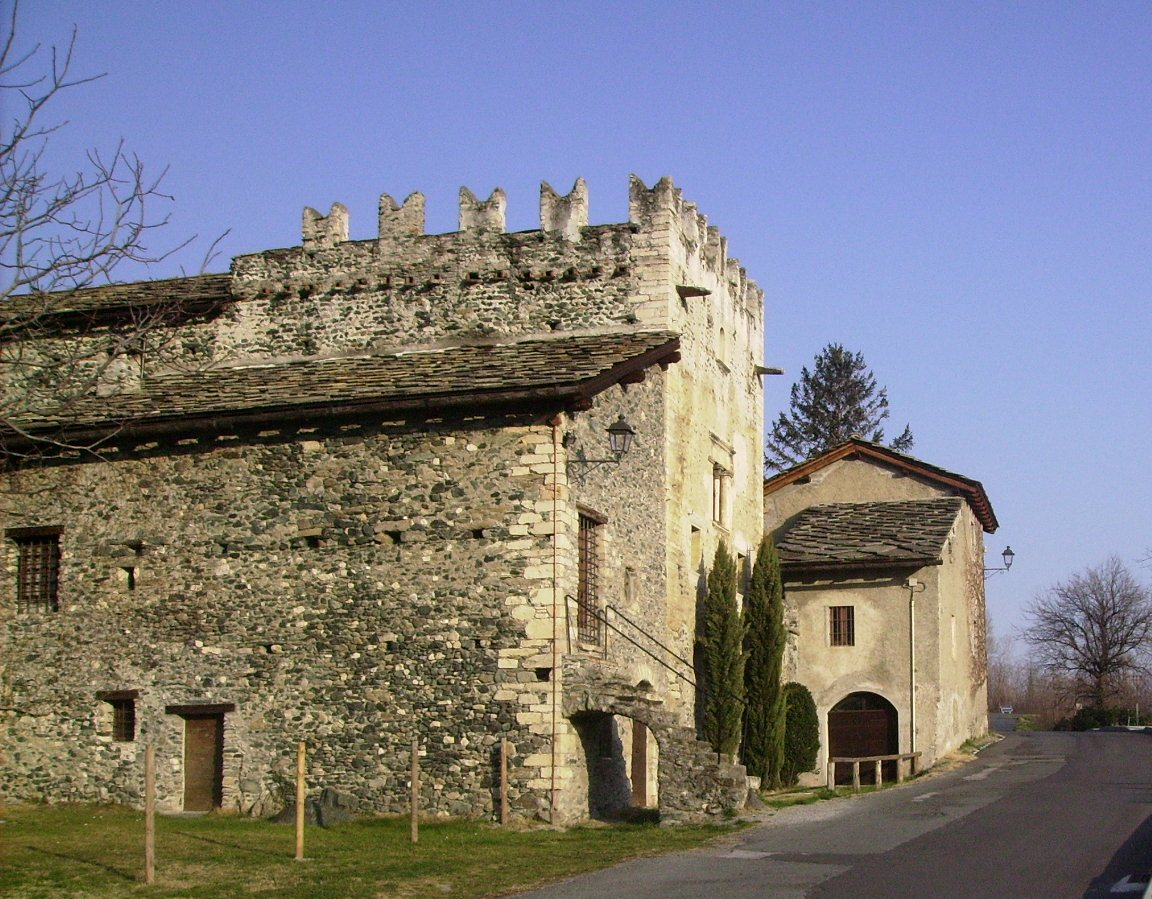
La casaforte vista da ovest
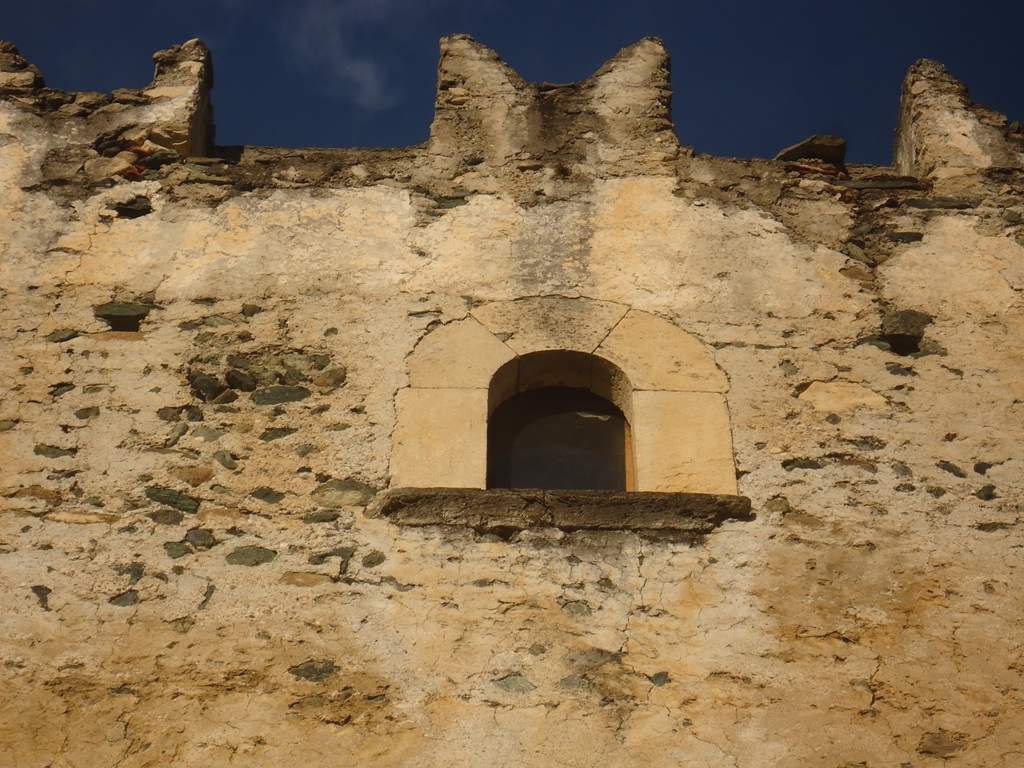
Monofora sulla facciata sud della Casaforte
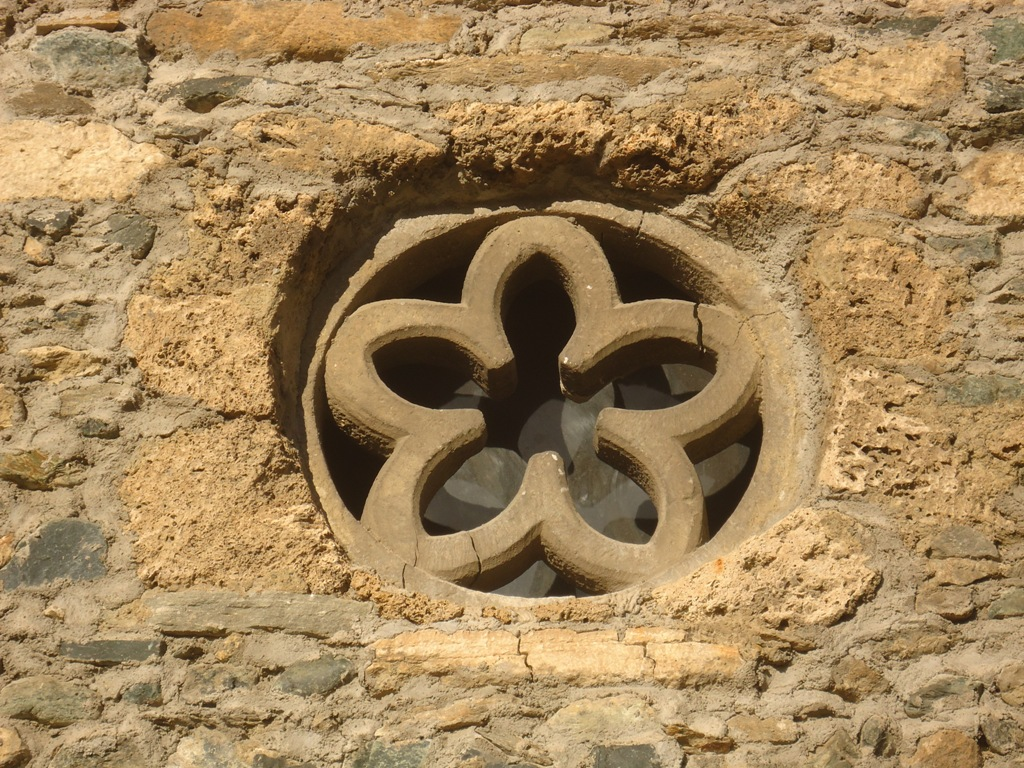
Oculo scolpito della casaforte
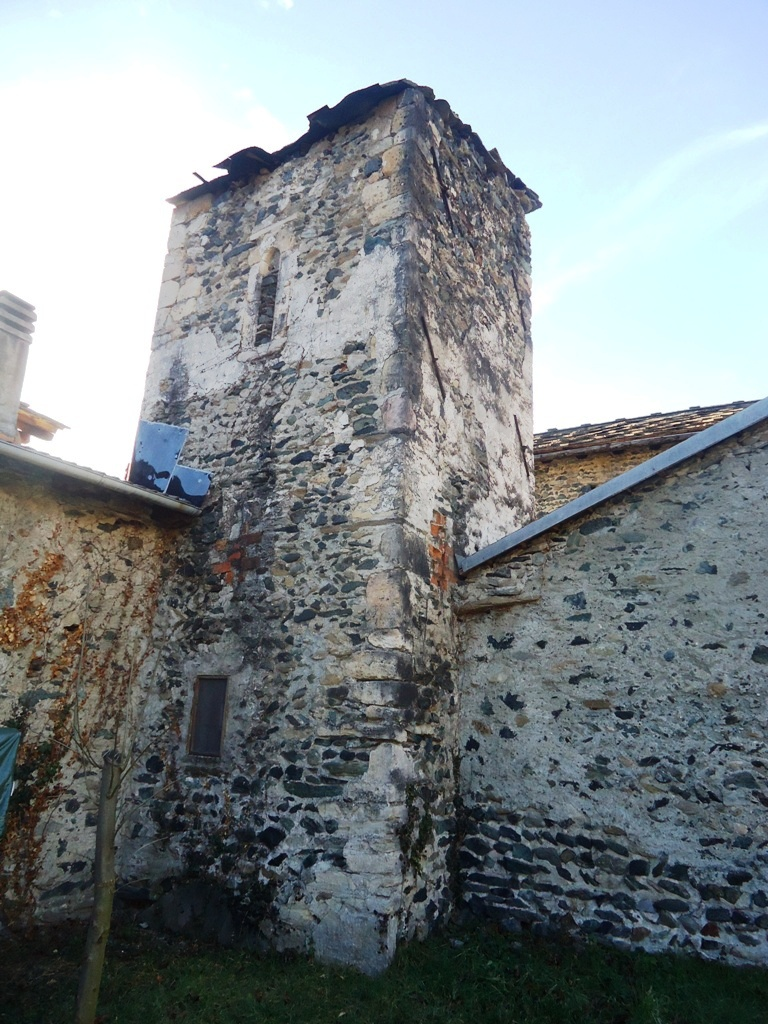
Antica torre di ingresso alla casaforte